# Bisdom Lombez

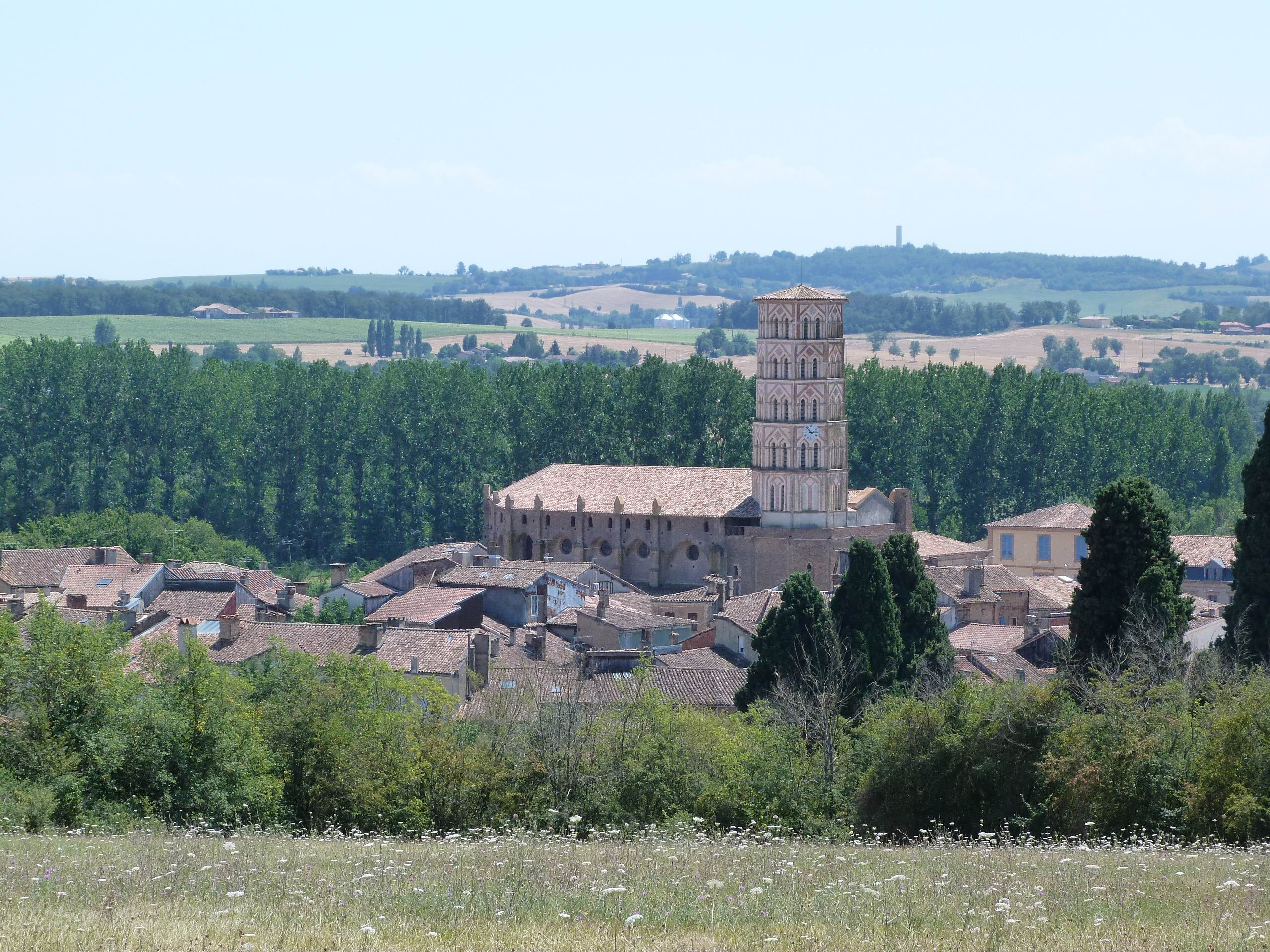
De kathedraal Sainte-Marie (veertiende-vijftiende eeuw) in Lombez

Het bisdom Lombez (Latijn: Dioecesis Lumbariensis), is een voormalig rooms-katholiek bisdom in Frankrijk. Het bisdom werd opgericht in 1317 en afgeschaft na de Franse Revolutie. De bisschopszetel bevond zich in de stad Lombez (Gers) en de titelkerk was de kathedraal Sainte-Marie.

## Geschiedenis
In de achtste eeuw werd in Lombez een abdij  gesticht door benedictijnen van de Abdij Saint-Thibéry. In 1317 werd de abdij door paus Johannes XXII verheven tot bisdom. Dit kaderde in een ruimere hertekening van het kerkelijk landschap in het zuiden van Frankrijk. Het bisdom strekte zich uit tot 100 km buiten Lombez. De abdij Notre-Dame werd geseculariseerd en omgevormd naar een kapittel van kanunniken. De bisschoppen van Lombez hadden ook de wereldlijke macht over het land van Savès en droegen de titel van graaf. In 1793 werd het bisdom Lombez opgeheven en bij het Concordaat van 1801 werd het niet opnieuw opgericht. Het gebied werd verdeeld tussen het bisdom Bayonne en het aartsbisdom Toulouse. In 1822 werd het aartsbisdom Auch opnieuw opgericht om het departement Gers te omvatten, en dus ook Lombez. Sinds 1908 draagt de aartsbisschop van Auch ook de titel van bisschop van Lombez.

## Bisschoppen

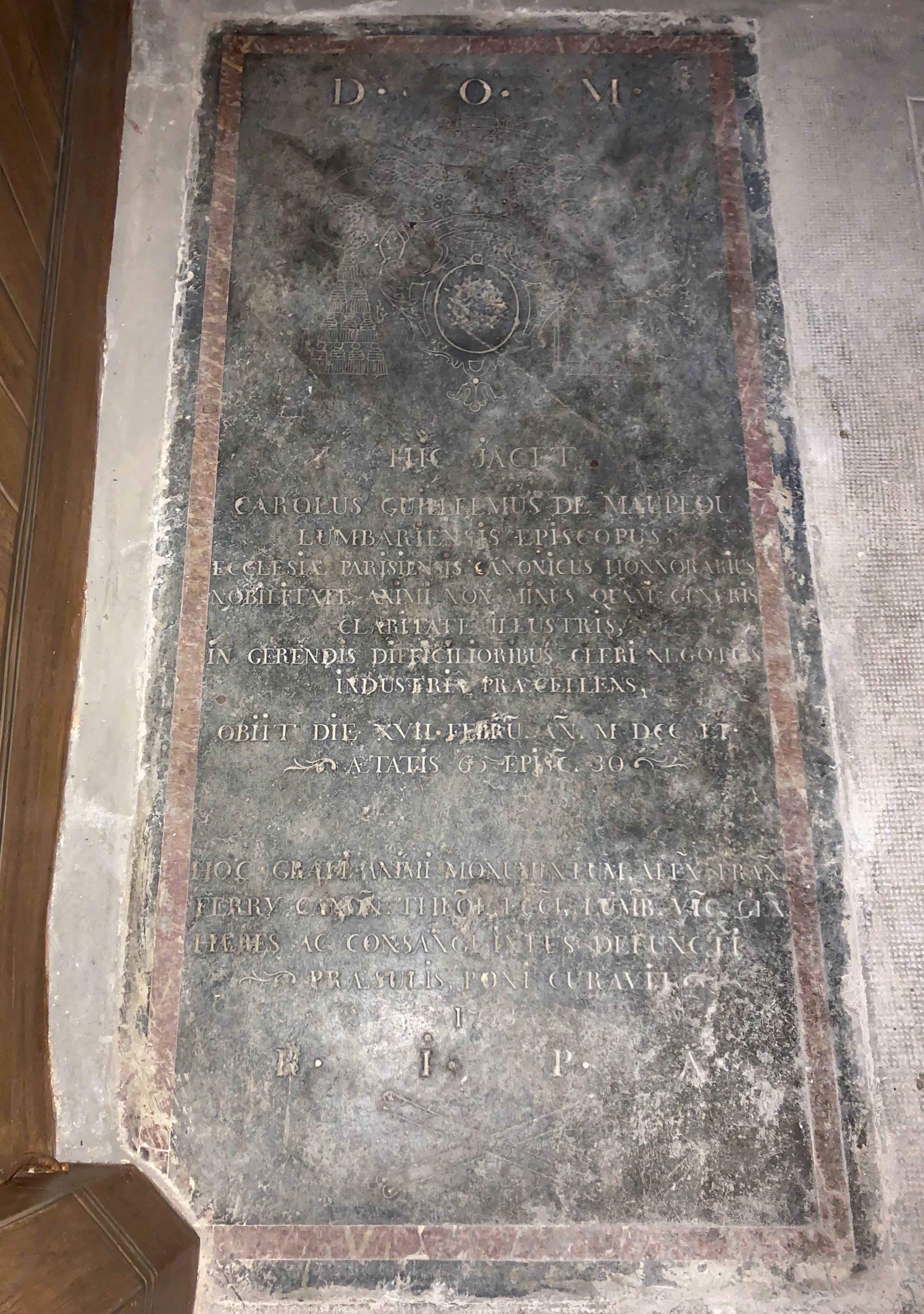
Grafsteen van bisschop Charles-Guillaume de Maupeou in de kathedraal

- Arnaud-Roger de Comminges, C.R.S.A. (1317-1328)
- Jacques Colonna (1328-1341)
- Antoine, O. Cist. (1341-1348)
- Bertrand de Cosnac, C.R.S.A. (1348-1352)
- Roger (1352-1360)
- Jean de Saya (1362-1363)
- Guillaume de Durfort (1363-1375)
- Arnaud (1379-1382)
- Pierre de Paris (1382-1389)
- Jean Hiltalinger, O.P. (1389-1392)
- Pierre (1392-1413)
- Raimond de Castelnau de Bretenoux (1413-1417)
- Arnaud de Mirepoix (1417-1424)
- Gérard de Charno (1425-1460)
- Sancho Garcia (1463-1473)
- Jean Bilhères de Lagraulas, O.S.B. (1473-1499)
- Denis de Villiers (1499-1519)
- Savari d’Ornézan (1511-1528)
- Bernard d’Ornézan (1528-1552)
- Antoine Olivier (1552-1560)
- Pierre de Lancrau (1566-1597)
- Jean Daffis (1597-1614)
- Bernard Daffis (1614-1627)
- Jean Daffis (1628-1657)
- Jean-Jacques Séguier de La Verrière (1662-1671)
- Cosme Roger, O. Cist. (1671-1710)
- Antoine Fagon (1712-1720)
- Charles-Guillaume de Maupeou (1721-1751)
- Joseph-Antoine-Jacques Richier de Cérisy (1751-1771)
- Léon-François-Ferdinand de Salignac de La Mothe-Fénelon (1771-1787)
- Alexandre-Henri de Chauvigny de Blot (1788-1793)